# Optare Solo

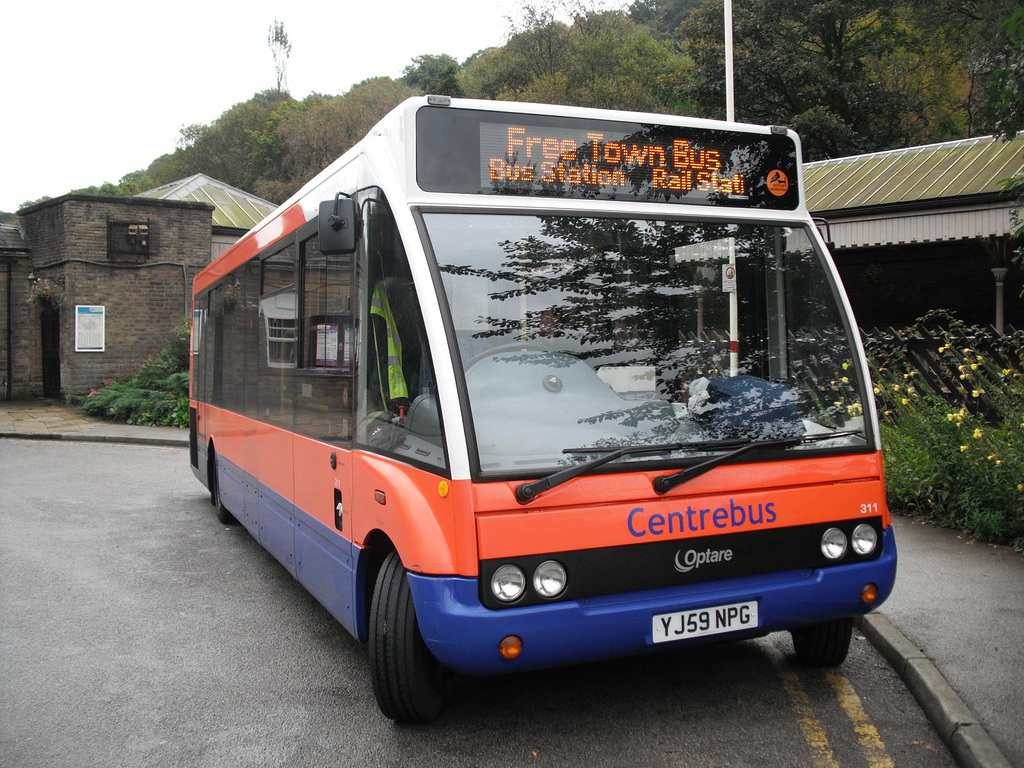
Optare Solo I generacji

Optare Solo – niskopodłogowy autobus miejski klasy midi produkowany przez brytyjskie przedsiębiorstwo Optare od 1997 roku. W 2007 roku zaprezentowana została wersja SR o nowym wyglądzie, początkowo produkowana równolegle z modelem oryginalnym, wycofanym ze sprzedaży w 2012 roku. Wyprodukowanych zostało ponad 4000 egzemplarzy pojazdu.
Optare Solo oferowany jest w wersjach: 7,2-, 7,9-, 9,0- i 9,7-metrowej oraz przeznaczonej na eksport 9,9-metrowej, posiadających w standardowym układzie odpowiednio 23, 27, 33 lub 37 miejsc siedzących. Autobus wyposażony jest w jedną parę drzwi (w przypadku wersji eksportowej dwie). Szerokość pojazdu może wynosić 2350 lub 2500 mm. Solo dostępny jest w wersjach z silnikiem Mercedes-Benz lub Cummins, a także z napędem hybrydowym lub elektrycznym.
W 2000 roku Solo otrzymał przyznawaną przez Design Council nagrodę Millenium Product, jako pierwszy brytyjski pełnowymiarowy autobus niskopodłogowy.